# Balistospora

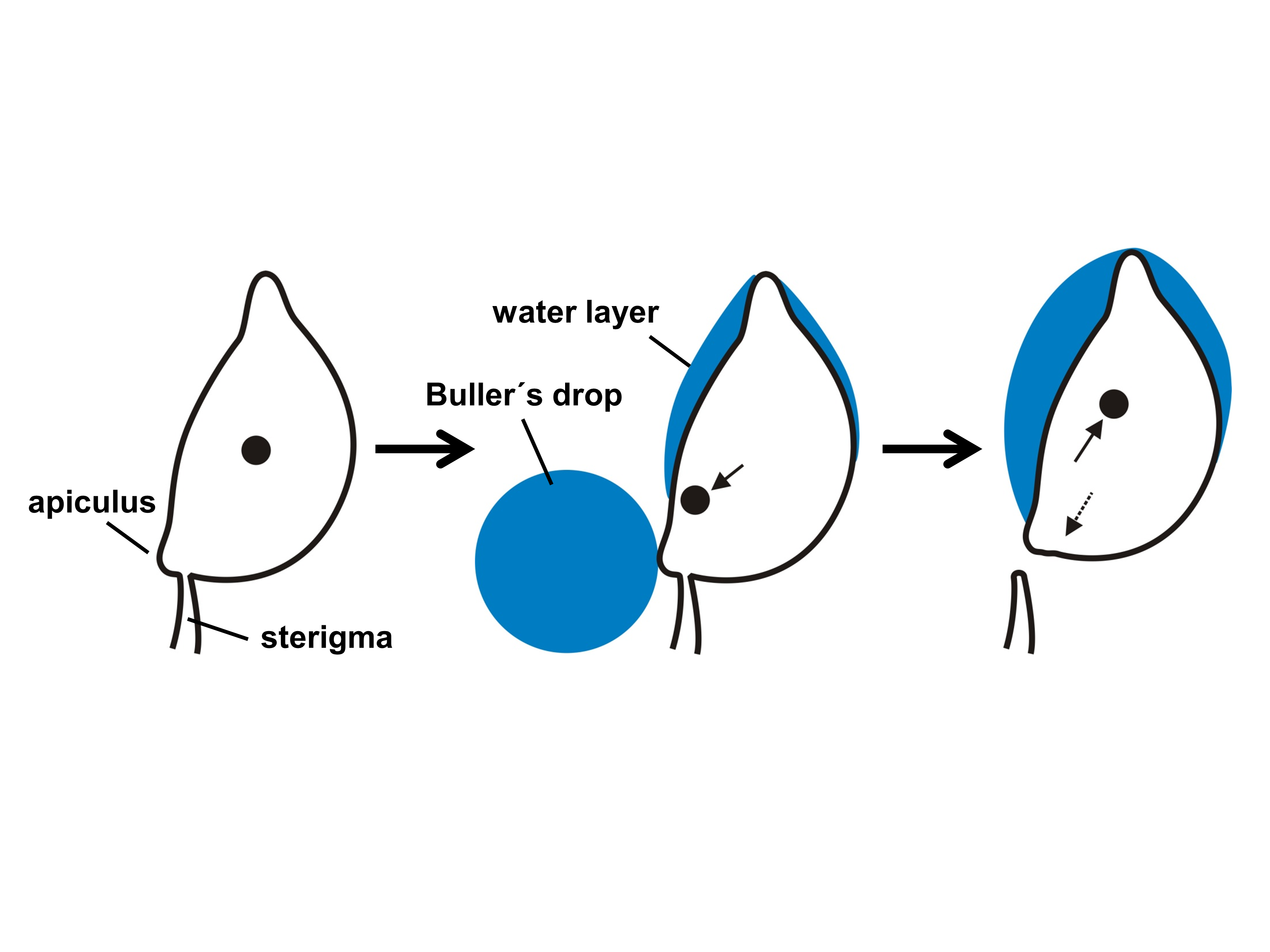
Schemat wyrzucania balistospor przez sterygmę na podkładce

Balistospora – rodzaj zarodnika, który po dojrzeniu jest mechanicznie wyrzucany na pewną odległość. Balistospory wytwarzane są np. przez grzyby i śluzowce. Istnieje około 30 tysięcy gatunków grzybów wytwarzających balistospory. Balistosporami są np. zarodniki wytwarzane na blaszkach u podstawczaków. Są one wyrzucane na bardzo niewielkie odległości. U niektórych jednak gatunków balistospory są wyrzucane znacznie dalej, z przyspieszeniem dochodzącym do 10 000 g.
Balistosporami są konidia wytwarzane przez grzyby z rzędu owadomorkowców (Entomophthorales). Znajdują się na szczycie konidioforu, oddzielone od niego poprzeczną błoną. W wyniku wchłaniania wody rośnie turgor zarówno w konidium, jak i w komórce konidiotwórczej. Pod wpływem ciśnienia następuje rozerwanie zewnętrznej warstwy błony otaczającej komórkę oraz powstałego na niej zarodnik, przy czym wypuklenia się jego część nasadowa otoczona cienką błoną. Zarodnik zostaje wyrzucony na odległość kilku milimetrów. Jest to odległość kilkaset razy większa od średnicy zarodnika.
Mechaniczne wyrzucanie zarodników jest przystosowaniem zwiększającym zasięg ich oddziaływania. Zarodniki innych grzybów są przenoszone przez wiatr na znacznie większe odległości, jednak zarodniki owadomorkowców nie mogą tak być rozprzestrzeniane ze względu na dużą masę. Np. duża masa zarodników u owadomorka muszego (Entomophthora muscae) pochodzi stąd, że muszą one posiadać substancję kleistą do przyklejenia się na ciele owada oraz zapas enzymów niezbędnych do rozpuszczenia jego chitynowego oskórka.
Balistospory wytwarzane są również przez grzyby koprofilne (rozwijające się na łajnie). Aby mogły być zjedzone i rozprzestrzenione przez zwierzęta roślinożerne muszą znaleźć się na trawie, najlepiej jak najdalej od łajna. Zarodniki grzyba Pilobolus są wystrzeliwane na odległość nawet 2 m.
Przeciwieństwem balistospor są statismospory.